# Bazylika św. Lamberta w Düsseldorfie
Bazylika św. Lamberta – rzymskokatolicki kościół w Düsseldorfie, w kraju związkowym Nadrenia Północna-Westfalia, w Niemczech; wzniesiony w stylu gotyckim na miejscu wcześniejszej budowli w XIV w.

## Historia
Pierwsza wzmianka, którą wiąże się z historią kościoła, pochodzi z 1159 i odnosi się najprawdopodobniej do kaplicy dworskiej, która wznosiła się w obecnym jego miejscu. W XIII w. kaplica została rozbudowana w trójnawowy romański kościół, który pełnił funkcje parafialne dla wsi Düsseldorf. W 1288 hrabia Bergu Adolf V nadał wsi prawa miejskie (w zamian za pomoc otrzymaną od jej mieszkańców w bitwie pod Worringen) i powołał przy kościele zgromadzenie kanoników podnosząc go do rangi kolegiaty. Rozpoczął też rozbudowę kościoła w stylu gotyckim. Po jego śmierci prace zostały jednak wstrzymane, a podjął je na nowo dopiero w końcu XIV w. książę Bergu Wilhelm I, który wybrał miasto na swoją siedzibę. Przy tej okazji zburzył on pozostałości świątyni romańskiej. Nowa świątynia została konsekrowana 13 lipca 1394 pod wezwaniem Najświętszej Marii Panny. Do kościoła przeniesiono wówczas z Remagen relikwie św. Apolinarego, który wkrótce został patronem miasta i co roku 23 lipca obchodzone jest tu jego święto.
W 1634 doszło do wybuchu amunicji w pobliżu kościoła, a wywołany skutek niego pożar zniszczył większość gotyckiego wyposażenia kościoła. Staraniem Filipa Wilhelma Wittelsbacha kościół wyposażono wówczas w nowe, barokowe ołtarze. 
W 1805 rozwiązano zgromadzenie kanoników, a kościół powrócił do dawnego wezwania (św. Lamberta). W 1974 papież Paweł VI nadał kościołowi tytuł bazyliki mniejszej.

## Opis
Kościół św. Lamberta to wzniesiona z cegły budowla gotycka, halowa, z wysoką wieżą o skręconym hełmie. Prezbiterium świątyni otoczone jest ambitem.
Z gotyckiego wyposażenia kościoła zachowały się rzeźbiona pietà, stalle kanonickie, rzeźba przedstawiająca św. Lamberta, relikwiarz św. Pankracego i chrzcielnica. Ponadto z tego okresu pochodzą freski wyeksponowane na ścianach kościoła i sakramentarium, które z powodu bogatej ornamentalnej i figuralnej dekoracji uznawane jest za najcenniejszy zabytek w kościele. W latach 1596–1599 wykonano piękny, renesansowy nagrobek księcia Jülich, Kleve i Bergu Wilhelma Bogatego (w znajdującej się w kościele krypcie pochowani są inni książęta Bergu i członkowie ich rodzin). Główny ołtarz kościoła pochodzi z XVII w., w tym samym stuleciu wykonano również relikwiarz św. Apolinarego, patrona miasta. Cennymi zabytkami są stanowiące wizerunki łaski dwa posągi Matki Boskiej (z ok. 1100, przeniesiona tu z innego kościoła, i z XVI w.).
Obecne witraże w oknach a także główny portal wejściowy pochodzą z lat 60. XX w., a organy z przełomu XX i XXI w.

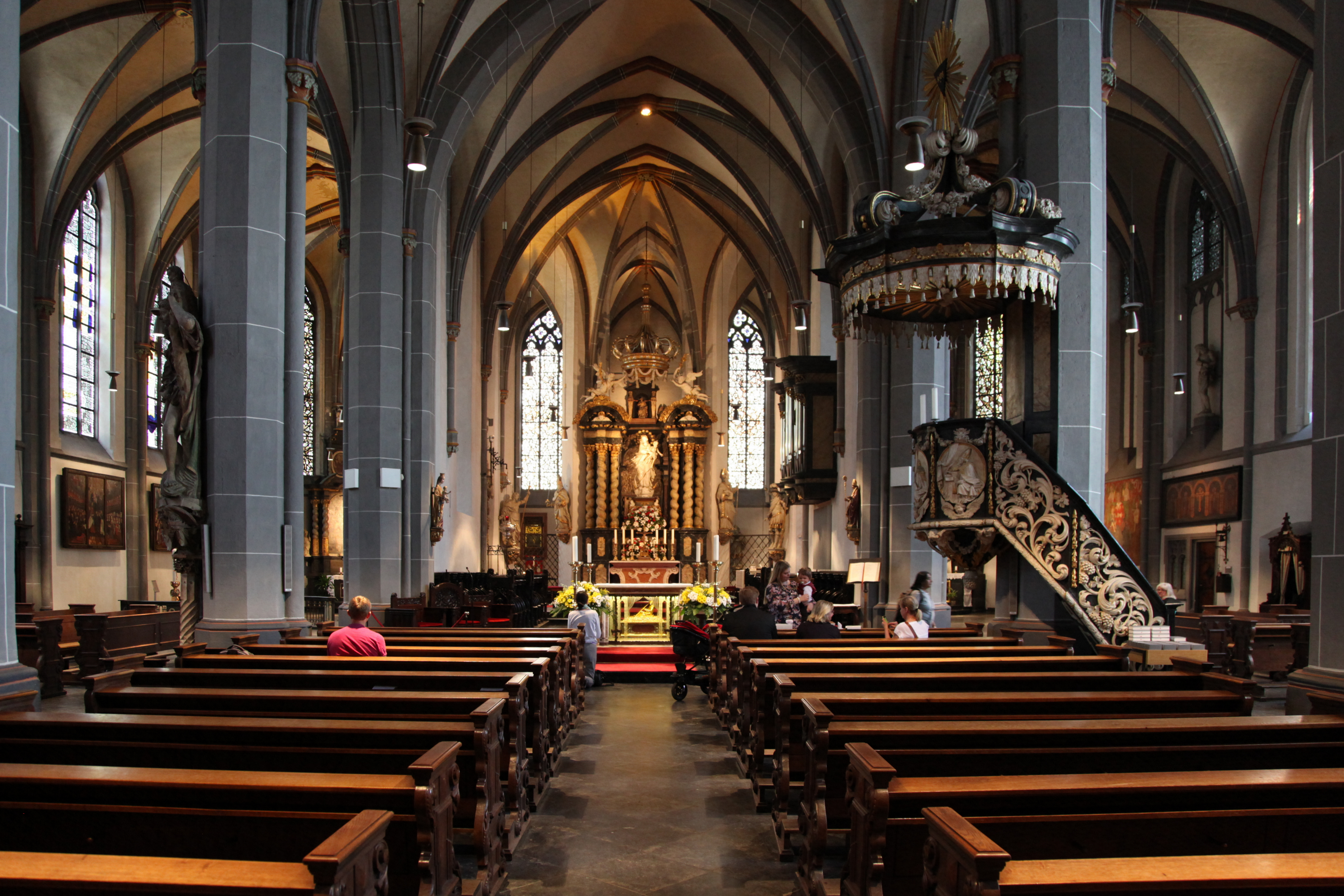
Wnętrze kościoła
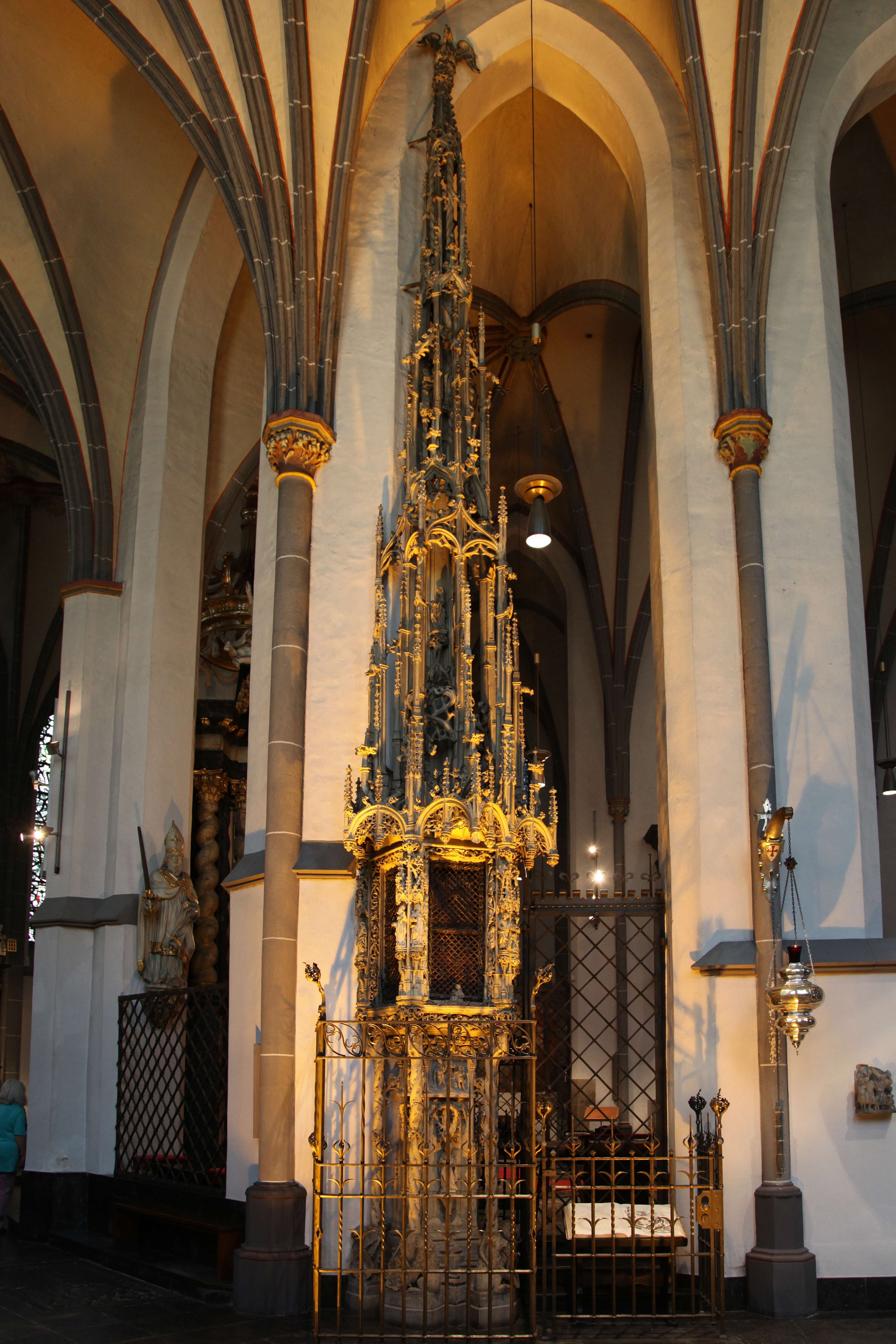
Sakramentarium
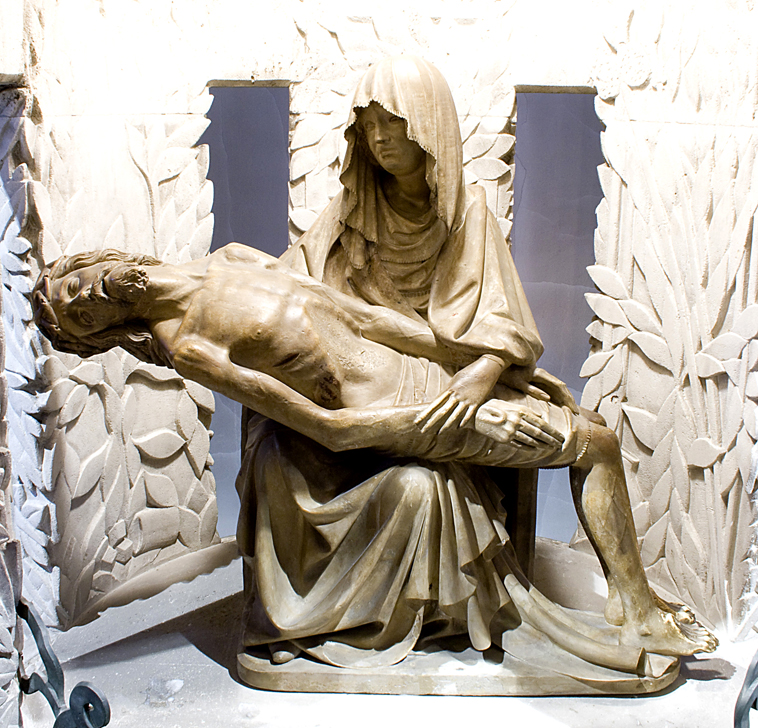
Pietà
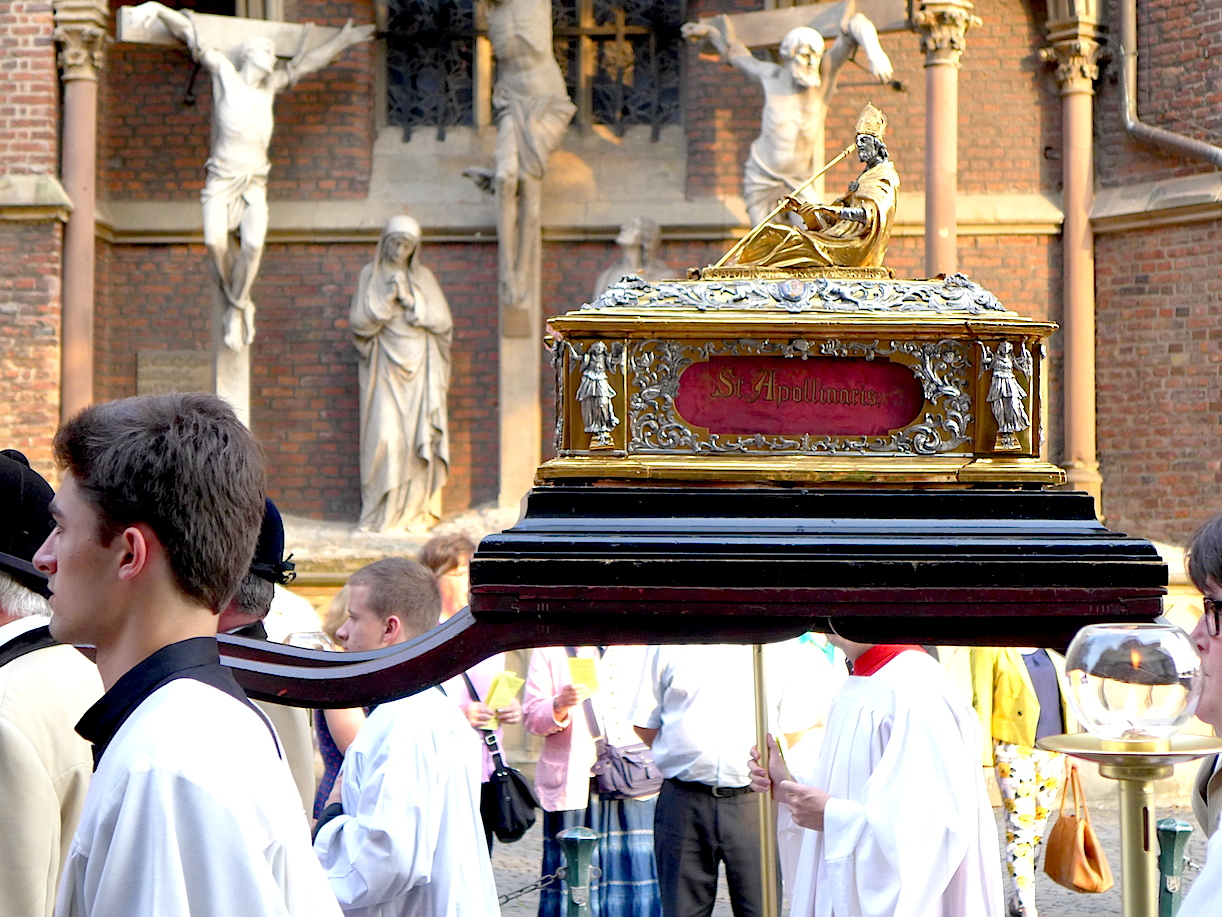
Relikwiarz św. Apolinarego podczas procesji na ulicach miasta